# 赤木孝男
赤木 孝男（あかぎ たかお、1933年 - ）は、日本のアナウンサー。東京プロ野球記者OBクラブ会員。

## 来歴・人物
東京府生まれ。1956年に早稲田大学第一政経学部卒業後、日本テレビ放送網（NTV）へ入社。同期（同年）入社したアナウンサーに志生野温夫・本多当一郎らがいる。
入社後は、主にスポーツ中継を担当。入社2年目の1957年には、日本初のゴルフ中継として放送された第5回カナダカップ中継を担当した。1964年の東京オリンピックでは、清水一郎とともにNTVからの競技（体操・重量挙げ・水泳）実況担当アナウンサーとして参加（赤木は体操・重量挙げを担当）。1973年には、開局20周年記念として開催されたワールドレディスゴルフトーナメントを担当。1974年には、プロ野球読売ジャイアンツ（巨人）内野手・長嶋茂雄の現役引退試合（10月14日、対中日ドラゴンズのダブルヘッダー）中継で実況を担当（後年、この中継はビデオソフトとして市販された）。1978年には、プロ野球巨人内野手・王貞治の通算800号本塁打を実況。
また、アナウンス部長も務めた。のちに、人事局次長兼人事部長、日本テレビ・アクセスフォア代表取締役社長を歴任。
2011年に東京プロ野球記者OBクラブへ入会。

## 出演番組
- プロ野球中継
  - 巨人のシーズン開幕戦（開催が後楽園球場の場合のみ）の実況は1971年（対広島）、1974年（対ヤクルト）、1977年（対中日）、1978年（対阪神）、1979年（対中日）の5回担当している（実況を担当した開幕戦での巨人の成績は2勝2敗1引き分け）。
  - オールスターゲーム（1970年第3戦）
  - 日本シリーズ（1963年第4戦・1965年第4戦・1972年第1戦・1973年第4戦・1974年第4戦・1976年第1・7戦・1978年第2戦）
- 東京六大学野球中継[注 8]
- ゴルフ中継
  - カナダカップ
  - ワールドレディスゴルフトーナメント
- 東京オリンピック中継
- ジェット・ジェット・ショー（司会）

## 著書
- 長嶋茂雄への最後のメッセージ ミスターと私の40年（1995年3月発売、発行元：太陽企画出版）ISBN 978-4884662479

## ビデオソフト
- 栄光の背番号3 長嶋茂雄現役引退試合（1993年3月21日、バップ発売） ※VHS。実況を担当した同試合の中継映像が収録。
- 長嶋茂雄現役引退試合 栄光の背番号3（2001年2月21日、バップ発売） ※上記ソフトのDVD版。『CDジャーナル』データベースの情報では、「赤城孝男」と誤記[17]。